# Baruunturuun
Baruunturuun (ryska: Барун-Турун) är  ett distrikt i Mongoliet. Det ligger i provinsen Uvs, i den västra delen av landet, 900 km väster om huvudstaden Ulan Bator. Baruunturuun ligger 1 234 meter över havet och antalet invånare är 2 810.
Terrängen runt Baruunturuun är platt åt nordväst, men åt sydost är den kuperad. Trakten runt Baruunturuun är nära nog obefolkad, med färre än två invånare per kvadratkilometer. Trakten runt Baruunturuun består i huvudsak av gräsmarker.